# Будна България
„Будна България“ (до 2017 г. „България без цензура“, до 2022 г. „Презареди БГ“) е българска политическа партия, разположена в политическия център. Дейността ѝ се ръководи от Национален съвет на регионите, Изпълнителен съвет и председател.

## История

### България без цензура
Основана е под името „България без цензура“ на 25 януари 2014 г. от над 5000 делегата в зала 1 на НДК. За председател на партията е избран Николай Бареков.

### Коалиция с ВМРО, ЗНС и Гергьовден
За изборите за български представители в Европейския парламент, насрочени за 25 май 2014 г., „България без цензура“ се коалира с ВМРО–БНД, ЗНС и Гергьовден.

### Местни структури
В рамките на по-малко от 3 месеца след основаването си „България без цензура“ има свои структури в повечето от големите градове в страната.

### Презареди БГ
На 7 януари 2017 г., на третия национален конгрес, партията се преименува на „Презареди БГ“. Ръководител остава Николай Бареков.

## Участия на избори

### Европейски парламент
Партията се регистрира за участие в Изборите за Европейски Парламент – 2019, с решение на Централна избирателна комисия. Листата се състои само от 2 кандидати.
На проведените на 25 май 2014 г. избори за Европейски парламент „България без цензура“ заедно с коалиционните си партньори постига резултат от 10,66% от гласовете на избирателите. Това е първо участие на партията на избори, като коалицията е на трето място в 10 региона в страната, а цялостният ѝ резултат я нарежда на 4-то място по електорална подкрепа и я превръща в първа извънпараламентарна сила. Коалицията ББЦ, ВМРО-БНД, ЗНС и „Гергьовден“ печели 2 евродепутатски мандата – Николай Бареков и Ангел Джамбазки.
| година | избори               | гласове | %     | резултат |
| ------ | -------------------- | ------- | ----- | -------- |
| 2014   | Европейски парламент | 238,629 | 10,65 | 2 / 17   |
| 2019   | Европейски парламент | 3907    | 0,20  | 0 / 17   |

### Парламентарни избори
На парламентарните избори през октомври 2014 г. коалиция „България без цензура“ вкарва в XLIII народно събрание 15 народни представители. Още преди сформирането на парламента групата напусна Ана Баракова. При сформирането на парламента, групата на „България без цензура“ се преименува на „Български демократичен център“ (БДЦ). През декември 2014 г. Николай Бареков се отрича от парламентарната група, заради подкрепата им за закона за МВР и пенсионните промени. На 22 март 2015 г. партия ЛИДЕР, която има петима души в парламентарната група на БДЦ, се преименува също на „Български демократичен център“. През юни 2016 г. групата променя още веднъж името си и става „Български демократичен център – Народен съюз“ (БДЦ-НС).
Първоначално се регистрира за участие на изборите през 2017 г., но се отказва от участие.
| година | избори           | гласове    | %          | резултат |
| ------ | ---------------- | ---------- | ---------- | -------- |
| 2014   | Народно събрание | 186,938    | 5.694%     | 15 / 240 |
| 2017   | Народно събрание | не участва | не участва | 0 / 240  |

## В Европейския парламент
На 12 юни 2014 г. България без цензура влиза в групата на Европейските консерватори и реформисти в Европейския парламент.

## Председатели
- Николай Бареков (25 януари 2014 г. – )

## Централни органи
Централните органи на партията са Национален конгрес, Национален съвет на регионите, Изпълнителен съвет и Контролен съвет.
Председател на партията е Николай Бареков, заместник-председатели са Рада Коджабашева, Росен Петров и Светлин Танчев, организационен секретар е Стефан Кенов.
Председател на женската организация на „България без цензура“ – „Евромайки“ е Калина Крумова.

## Скандали
На 20 юли 2014 г. един от четиримата зам. председатели на партията – Ангел Славчев – подава оставка. В отворено писмо до медиите Славчев заявява: „Направих своя избор да се разделя с Николай Бареков и „ББЦ“, защото нямам намерение с хилядите съмишленици на сдружение „Граждански контрол“ да легитимираме фалшивия образ на този „голям“ борец срещу неправдите и политическата мафия. Честта и достойнството са по-ценни от всички задкулисни пазарлъци“. Славчев заявява още, че Бареков е „марионетка“ на Пеевски. Всички структури и областни ръководства на партията излизат с декларации в подкрепа на председателя Николай Бареков и секретаря Стефан Кенов, а Славчев е изключен от ББЦ с решение на Контролния съвет на партията.